# Lars Eidinger

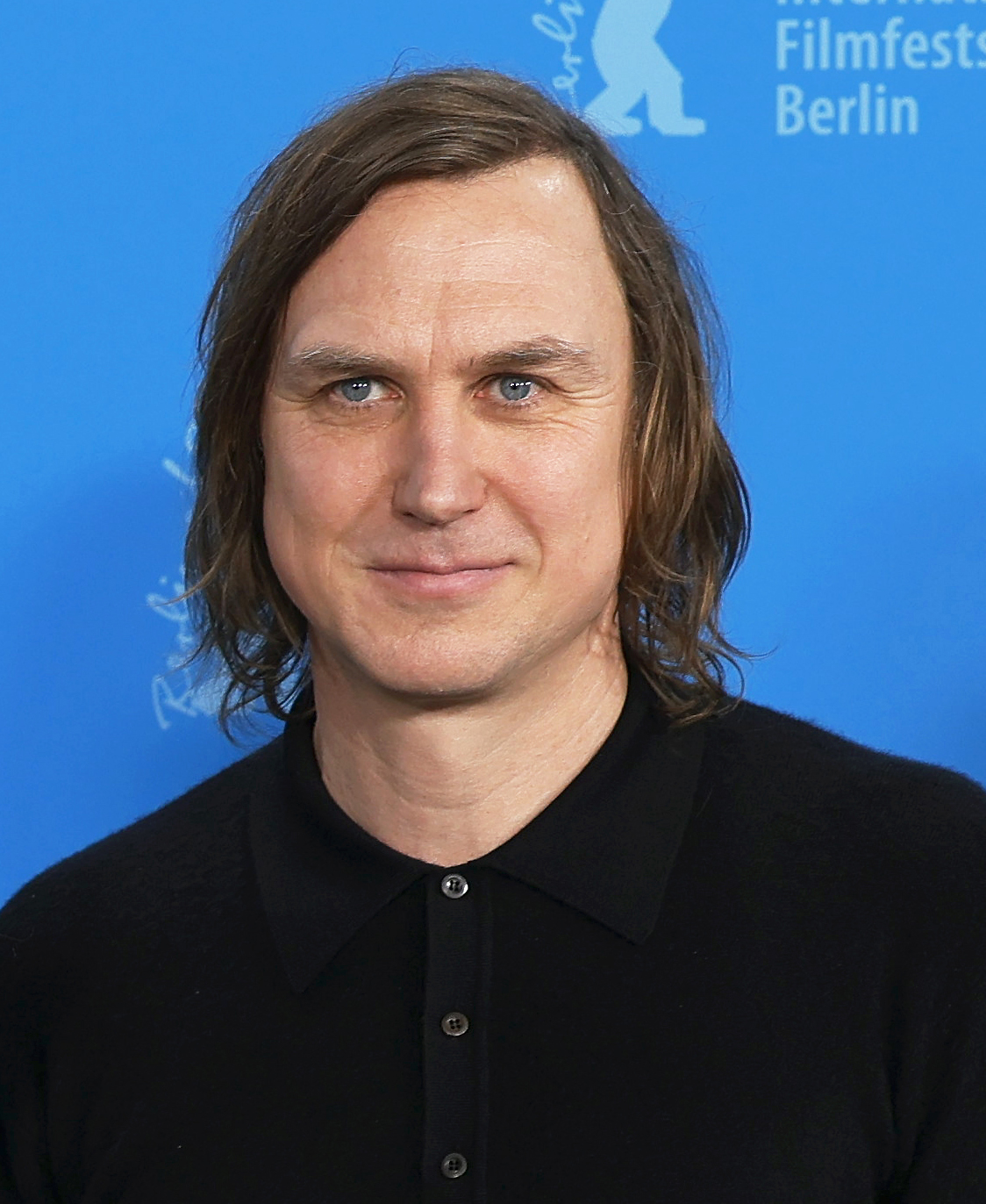
Lars Eidinger (2024)

Lars Eidinger anhörenⓘ(* 21. Januar 1976 in West-Berlin) ist ein deutscher Schauspieler. Einen Namen machte er sich zunächst am Theater als langjähriges Ensemblemitglied der Berliner Schaubühne. Mit seiner ersten großen Filmrolle in Maren Ades Beziehungsdrama Alle anderen (2009) konnte er sich auch als Filmschauspieler etablieren. Im Fernsehen war er unter anderem zwischen 2012 und 2021 im NDR-Tatort in drei Fällen von Klaus Borowski als Postzusteller und Frauenmörder Kai Korthals zu sehen. 2021 und 2022 spielte er den Jedermann bei den Salzburger Festspielen an der Seite der „Buhlschaft“ Verena Altenberger.

## Leben

### Herkunft und Ausbildung
Lars Eidinger wurde als Sohn einer Kinderkrankenschwester und eines Ingenieurs in West-Berlin geboren, wo er mit einem Bruder in Berlin-Marienfelde aufwuchs und dort die Gustav-Heinemann-Oberschule besuchte. Bereits als Kind hegte er den Wunsch, Schauspieler zu werden. Er spielte als Zehnjähriger Bibi-Blocksberg-Hörspiele nach, während er in den 1980er Jahren erste professionelle Erfahrungen als Kinderdarsteller der SFB-Jugendsendung Moskito sammelte. In der Oberschule tat er sich im Sport und in der Theater-AG hervor, wo er mit Erfolg in Aufführungen von Woyzeck und Der aufhaltsame Aufstieg des Arturo Ui auftrat („Ich wollte immer der Erste, immer der Beste sein … Ich war trotzdem auch immer der Clown, der, der die Lacher haben wollte. Erst dann war ich glücklich.“).
Von 1995 bis 1999 ließ er sich in seiner Heimatstadt an der Hochschule für Schauspielkunst Ernst Busch gemeinsam mit Devid Striesow, Nina Hoss, Mark Waschke und Fritzi Haberlandt zum Schauspieler ausbilden. Noch während seiner Ausbildung folgten Gastverträge am Deutschen Theater und den Kammerspielen, wo er in Inszenierungen von Jürgen Gosch und Wolfgang Engel auftrat. Dem Wehrdienst entzog er sich.

### Privates
Lars Eidinger ist mit der Opernsängerin Ulrike Eidinger verheiratet. Das Ehepaar hat eine Tochter und lebt in Berlin-Charlottenburg.

### Engagements
Er ist einer der Erstunterzeichner des in der Emma veröffentlichten Offenen Briefs an Bundeskanzler Scholz vom 29. April 2022, der sich gegen Waffenlieferungen an die Ukraine nach dem russischen Überfall auf die Ukraine ausspricht. Eine Stellungnahme zum Terrorangriff der Hamas auf Israel 2023 lehnte er ab.

## Karriere

### Theater
Im Jahr 2000 stieß Eidinger zum Ensemble der Berliner Schaubühne, nachdem er ein Jahr zuvor beim Vorsprechen als Franz Moor aus Schillers Die Räuber überzeugt hatte. Er debütierte mit einer Hauptrolle in Das Kontingent von Soeren Voima (2000) an der Schaubühne. Obwohl er als Schauspieler zu Anfang von Regisseur Thomas Ostermeier ignoriert wurde und aufgrund von vertraglichen Verpflichtungen angebotene Filmrollen ablehnen musste, sollte Eidinger in den folgenden Jahren zu einem der prägendsten Darsteller der Schaubühne avancieren.
Eidinger übernahm in dieser Zeit Rollen in fast allen Inszenierungen von Thomas Ostermeier und Christina Paulhofer. Lob seitens der Kritiker brachte ihm unter anderem die Rolle des bisexuellen und AIDS-kranken Doktor Rank in Ibsens Nora (2002 und 2004), sein Nacktauftritt als zynischer Hippolytos in Sarah Kanes Phaidras Liebe (2003) neben Corinna Harfouch und die männliche Titelrolle in William Shakespeares Troilus und Cressida (2005) ein. Im Herbst 2005 spielte er in Ibsens Hedda Gabler die Rolle des willenlosen und nervösen Wissenschaftlers Jörgen Tesmann neben Katharina Schüttler und erregte ein Jahr später Aufsehen durch einen lasziven Striptease in den Anfangsszenen von Thomas Ostermeiers und Constanza Macras’ Shakespeare-Adaption Ein Sommernachtstraum (2006). Es folgte die Titelrolle in Marius von Mayenburgs Der Häßliche (2007). 2008 war Eidinger als Hamlet (2008) unter der Regie von Thomas Ostermeier zu sehen, den er als Breakdancer bei Gastspielen auf dem Hellenic Festival in Athen, in Avignon, Australien und an der Schaubühne interpretierte.
Anfang Dezember 2008 gab Eidinger sein Debüt als Theaterregisseur im Schaubühnenstudio, wo er mit Studierenden der Hochschule für Schauspielkunst „Ernst Busch“ Schillers Die Räuber inszenierte, wofür er eine Einladung für das Theaterfestival Radikal jung erhielt. Die Reaktion der Kritiker war unterschiedlich. Während die einen Eidinger eine „sehenswerte, lebhafte Inszenierung“ attestierten, der aber am Ende klarer Gedanke und Ordnungssinn fehlen würde, sahen andere „eine grundernste, kluge und nur an der Oberfläche poppige Schiller-Studie“. Der Schauspieler selbst sieht sich bei der Arbeit als Marionettenspieler. „Ich will immer im Bewusstsein spielen, dass ich eine Figur in der Hand habe, die ich bewege“, so Eidinger, der in Interviews und in dem 2011 erschienenen Buch (EIDINGER) auch eigene Versagensängste thematisierte: „Wenn ich spiele, dann fühle ich mich schutzlos gegenüber den Menschen, die mir zuschauen. Natürlich habe ich auch Angst. Angst zu versagen, Angst, nicht zu gefallen. Aber neben dieser Angst gibt es dann auch die Lust, sich zu offenbaren, sich zu zeigen. Es gibt diese extreme Spanne zwischen Versagensängsten und Allmachtsfantasien. Wenn es gut läuft, scheint plötzlich alles möglich, es ist wie im Rausch. Ich denke dann, dass ich der größte Schauspieler der Welt bin.“
Im Jahr 2009 gab er in Benedict Andrews’ Inszenierung von Tennessee Williams’ Drama Endstation Sehnsucht mit Erfolg den Stanley Kowalski, und der Tagesspiegel hob sein Talent hervor, „die Makel einer Figur zuzulassen, ohne sich fürs Publikum von ihnen zu distanzieren“. Thomas Ostermeier bescheinigte ihm „Selbstbewusstsein und die komplette Abwesenheit von Angst, peinlich oder unglaubwürdig rüberzukommen“. Eidinger sucht bei der Arbeit laut eigenen Angaben auch den Punkt, an dem er die Kontrolle über sich verliere. „Die Momente, in denen eine physische Anstrengung das Gefühl auslöst, dass alles von selbst passiert, genieße ich total“, so Eidinger. Die Berliner Morgenpost betitelte ihn 2011 in einem Porträt als „Experten fürs Maßlose“.
Eidinger arbeitete 2011 im Rahmen des von der Schaubühne organisierten Festivals Internationale Neue Dramatik (F.I.N.D.) mit dem argentinischen Regisseur Rodrigo García an dessen Text Soll mir lieber Goya den Schlaf rauben als irgendein Arschloch zusammen. Der Monolog handelt von einem Vater, der seinen beiden Söhnen elaborierte Antworten auf seine Wünsche in den Mund legt.
Im August 2011 debütierte Lars Eidinger in der Rolle des Angelo in Shakespeares Maß für Maß im Rahmen der Salzburger Festspiele im Landestheater Salzburg. Die FAZ schrieb: „als Angelo selbst, den der großartige Lars Eidinger weniger als widerwärtigen Lüstling denn als getriebenen Behördenchef gibt“. 2013 inszenierte Eidinger an der Schaubühne Romeo und Julia von William Shakespeare.
Als „Theaterereignis mit Ansage“ bezeichnete die Presse 2015 Eidingers Auftritt als Richard III. Wie zuvor bereits Hedda Gabler und Hamlet hatte Thomas Ostermeiers Schaubühnen-Inszenierung seitdem zahlreiche internationale Gastspiele.

### Film und Fernsehen
Parallel zu seiner Theaterkarriere arbeitete Eidinger zunächst eher sporadisch für Film und Fernsehen. 2003 absolvierte er jeweils einen Gastauftritt in den Serien Schloss Einstein und Berlin, Berlin, woraufhin größere Rollen in den Kurzfilmprojekten Ketchup Connection (2005) und Deutschland deine Lieder (2007) folgten. Sein Spielfilmdebüt gab er 2007 mit einer Nebenrolle in Stephan Geenes Drama After Effect. Nach weiteren kleinen Rollen im deutschen Fernsehen (Der Dicke, 2005; Notruf Hafenkante, 2007; Minibar, 2008) und einem Filmauftritt im Helene Hegemanns beim Max-Ophüls-Festival preisgekrönten Drama Torpedo hatte er 2009 seinen Durchbruch als Filmschauspieler.
In Maren Ades Drama Alle anderen spielte er gemeinsam mit Birgit Minichmayr ein junges deutsches Paar, dessen Beziehung während eines gemeinsamen Italien-Urlaubs zu zerbrechen droht, nachdem die Konfrontation mit einem anderen Paar die eigenen Lebensentwürfe und Rollenmuster in Frage gestellt hat. Der Film wurde im Wettbewerb der 59. Internationalen Filmfestspiele von Berlin uraufgeführt, wo er zwei Silberne Bären gewann. Ebenfalls im Jahr 2009 sah man Eidinger an der Seite von Fritzi Haberlandt in der Polizeiruf-110-Episode Die armen Kinder von Schwerin, in der er einen mordverdächtigen Familienvater und Handlanger der Russenmafia spielte, der sich mit dem Diebstahl von Schrott und Kupferrohren seinen Lebensunterhalt verdient.
Der „coole It-Boy seiner Generation“ erschien 2010 in der Dokumentarfilmserie Durch die Nacht mit … gemeinsam mit Oda Jaune. Wenige Monate später war Eidinger abermals unter der Regie Thomas Ostermeiers in Lars Noréns Theaterstück Dämonen neben Brigitte Hobmeier, Tilman Strauß und Eva Meckbach zu sehen, das über zwei unterschiedliche Paare berichtet. Der Part des verklemmt-zynischen Muttersöhnchens Frank brachte ihm gemischte Kritiken ein. Während die tageszeitung auf Ähnlichkeiten zur Figur aus Alle anderen hinwies und von einer „unglaubwürdige(n) Kopie dieses Prototyps“ sprach, feierte ihn Die Welt als furiosen Meister des „Partner-ärgere-dich-Terror(s)“. Im selben Jahr übernahm Eidinger größere Fernsehrollen in Stefan Kornatz’ Beziehungsdrama Verhältnisse mit Devid Striesow und Nicolette Krebitz, erneut in der Serie Polizeiruf 110 (Episode: Zapfenstreich) sowie als sanfter und sadistischer Mörder neben Ulrike Folkerts im Tatort Ludwigshafen (Hauch des Todes). Eine weitere Rolle im Tatort folgte 2012 in der Kieler Folge Borowski und der stille Gast als Postzusteller Kai Korthals, der seine weiblichen Opfer zunächst stalkt und sobald er von seinen Opfern ertappt wird, sie eiskalt ermordet. Diese Folge wurde 2015 mit dem Tatort: Borowski und die Rückkehr des stillen Gastes fortgesetzt, wo Korthals, der sich diesmal Borowskis Freundin Frieda Jung (Maren Eggert) als Opfer auserkoren hat, schließlich überwältigt werden kann. Im Oktober 2021 wurde mit dem Tatort: Borowski und der gute Mensch ein dritter Fall von dem Frauenmörder Kai Korthals gesendet.
Am 14. Februar 2012 hatte Eidinger im Spielfilm Was bleibt (Regie: Hans-Christian Schmid) im Wettbewerb der Berlinale Premiere. Der Film, in dem er die Hauptrolle als Marko spielt, handelt von einem Familientreffen, bei dem ein Elternpaar und ihre erwachsenen Kinder aufeinander treffen und mit unausgesprochenen Wahrheiten konfrontiert werden.
Außerhalb Deutschlands spielte Eidinger den Quadfrey in Peter Greenaways Film Goltzius and the Pelican Company (2012). In der Folge Sunflower der britischen TV-Serie Foyle’s War war er 2013 als ehemaliger SS-Offizier zu sehen. Mit Olivier Assayas’ Spielfilmen Die Wolken von Sils Maria (2014, mit Juliette Binoche) und Personal Shopper (2016, mit Kristen Stewart) war er in den Wettbewerb des Filmfestivals von Cannes eingeladen. Im Herstellungsland politisch brisant war 2017 seine Hauptrolle als Zar Nikolaus II. im russischen Historienfilm Mathilde, der in Russland zwei Millionen Zuschauer erreichte. Für den Film hat Eidinger phonetisch die Texte in russischer Sprache mit einem Lehrer gelernt, da er selbst kein Russisch beherrscht.

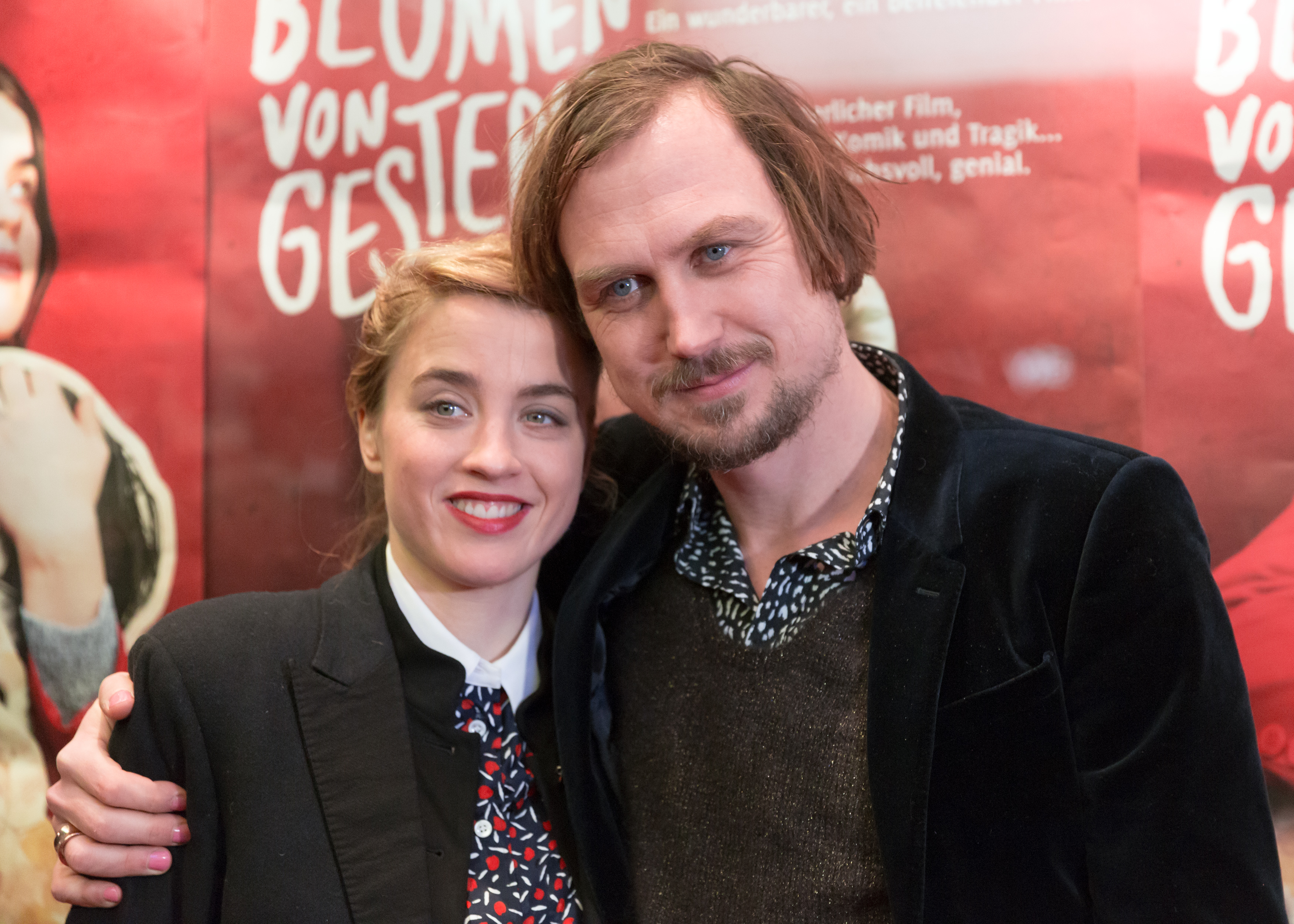
Eidinger mit Adèle Haenel (Österreichpremiere von Die Blumen von gestern, 2017)

2015 spielte Eidinger an der Seite von Günther Maria Halmer und Hannelore Elsner in Lars Kraumes Tragikomödie Familienfest den am CUP-Syndrom erkrankten Pianistensohn Max. 2016 wurde er in die Jury der 66. Internationalen Filmfestspiele Berlin berufen. Im selben Jahr verkörperte er den Verteidiger Biegler im ARD-Fernsehfilm Terror – Ihr Urteil, der auf einem Theaterstück von Ferdinand von Schirach basiert. Seit 2017 ist er zudem in der bislang teuersten deutschen Fernsehproduktion und teuersten nicht-englischsprachigen Serie Babylon Berlin als Unternehmer Alfred Nyssen zu sehen. Für diese Darstellung wurde er 2020 von seinen Kollegen auch mit einer Nominierung beim Deutschen Schauspielpreis für die Beste männliche Nebenrolle bedacht.
2018 spielte er Bertolt Brecht in Joachim A. Langs Mackie Messer – Brechts Dreigroschenfilm. Mit der Hauptrolle im Mofa-Roadmovie 25 km/h an der Seite von Bjarne Mädel hatte er im selben Jahr seinen bis dahin größten Publikumserfolg im deutschen Kino. Im selben Jahr wirkte er in der Buchverfilmung Abgeschnitten von Autor Sebastian Fitzek mit.
2020 feierte der international viel beachtete Film Persischstunden von Vadim Perelman mit Eidinger als Hauptdarsteller an der Seite von Nahuel Pérez Biscayart abermals auf der Berlinale Uraufführung. Im November 2021 war er in der sechsteiligen RTL+-Dramaserie Faking Hitler als Stern-Reporter Gerd Heidemann an der Seite von Moritz Bleibtreu zu sehen. Im Jahr 2022 feierte der Dokumentarfilm Lars Eidinger – Sein oder Nichtsein des Regisseurs Reiner Holzemer auf dem Hamburger Filmfest Premiere. Für die Dreharbeiten begleitete Holzemer Eidinger neun Monate lang mit der Kamera unter anderen in der Vorbereitungsphase auf den Jedermann bei den Salzburger Festspielen 2021.
In der für den Streaming-Dienst Netflix produzierten internationalen Miniserie Alles Licht, das wir nicht sehen unter der Regie von Shawn Levy spielt er an der Seite von Mark Ruffalo und Hugh Laurie wie bereits im Film Persischstunden abermals einen hochrangigen SS-Führer.
Der mit dem Silbernen Bären ausgezeichnete Film Sterben von Matthias Glasner war abermals ein Film mit Eidinger in der Hauptrolle im Wettbewerb der Internationalen Filmfestspiele Berlin 2024. Im Film spielt Eidinger an der Seite von Corinna Harfouch, Lilith Stangenberg, Robert Gwisdek und Ronald Zehrfeld.

### DJ, Musiker und weitere künstlerische Tätigkeiten
Eidinger arbeitet wiederholt als Musiker und DJ und veranstaltete an der Schaubühne Partys unter dem Motto Autistic Disco. 2019 gab er an, mit seinen inzwischen zahlreichen Buchungen als DJ mehr Geld zu verdienen als am Theater. Er veröffentlichte 1998 einen Titel auf dem Sublabel Stud!o K7 des Berliner Labels !K7 und war ein Jahr später mit zwei Stücken auf der Kompilation Fragments des Berliner Labels no.nine vertreten. 1999 produzierte Eidinger die Musik zu Ernst-August Zurborns ARTE-Dokumentation Die Mörder des Herrn Müller und war bei Thomas Ostermeiers Schaubühnen-Inszenierungen von Nora, Der Würgeengel und Trauer muss Elektra tragen ebenfalls für die Musik verantwortlich. 2018 gestaltete Eidinger für das NDR Fernsehen eine Folge der Doku-Talkshow Die Geschichte eines Abends … und lud dazu die Schauspielerin Sophia Thomalla, den Politiker Kevin Kühnert, die Schlagersängerin Stefanie Hertel und den Herzchirurgen Michael Hübler ein. Die Sendung war für den Grimme-Preis 2019 nominiert. Eidinger arbeitet mit bildenden Künstlern wie John Bock und Juergen Teller zusammen.
2019 hatte Eidinger erstmals eine Einzelausstellung als Fotograf. Unter dem Titel Autistic Disco wurden im Neuen Aachener Kunstverein überwiegend Fotos und Videos gezeigt. Unter dem gleichen Titel kam im folgenden Jahr ein Buch bei Hatje Cantz heraus, der auch 2023 den folgenden Fotoband O Mensch veröffentlichte. Unter diesem Titel O Mensch präsentiert das K21 Kunstsammlung Nordrhein-Westfalen 2024/2025 die erste monografische Museumsausstellung mit Fotografien und Videos von Lars Eidinger. Viele der Alltagsbeobachtungen hatte Eidinger zuvor auf seinem Instagram-Account gepostet, den er nach über sechs Jahren schließlich löschte. „Der toxische Einfluss dieses Mediums ist so enorm und hat mich so krank gemacht über die Jahre, dass ich die Notbremse gezogen habe.“
Lars Eidinger wirkte 2019 bei vier Musikvideos von Deichkind mit. Als Eröffnungsvideo für die Deichkind-Tour im Februar und März 2020 ließ sich Eidinger als menschlicher Pinsel nackt an ein Stahlseil hängen und in Farbe tauchen, um auf 200 Quadratmetern in Anlehnung an Michelangelos Deckenfresko Die Erschaffung Adams das Bild Die Erschaffung des Lars zu malen. 2021 stand dieses Bild zusammen mit anderen Objekten der Band zur Auktion.
Anfang des Jahres 2020 veröffentlichte Eidinger zusammen mit dem Modedesigner Philipp Bree eine Tasche aus Rindsleder, deren Design an die Gestaltung der Aldi-Plastiktüte von Günter Fruhtrunk angelehnt ist. Die Tasche wurde zum Preis von 550 Euro angeboten. Auf Fotos posierte er damit vor einer Berliner Obdachlosenunterkunft. Dafür wurde er in zahlreichen Medien kritisiert. Das Düsseldorfer Obdachlosenmagazin FiftyFifty produzierte in Anspielung auf die Kampagne eine der Plastiktüte von Lidl nachempfundene Tasche, die für Obdachlose kostenlos ausgegeben wird. Die Werbekampagne war an Eidingers Fotos angelehnt.
Neben seiner Karriere als Schauspieler ist er Dozent an der Hochschule für Schauspielkunst „Ernst Busch“. Eidinger ist Mitglied der Deutschen Filmakademie. Ebenso ist er Mitglied der Berliner Akademie der Künste.

## Theatrografie

### Als Schauspieler
| Jahr | Theaterstück                                                   | Rolle                                      | Bühne |
| ---- | -------------------------------------------------------------- | ------------------------------------------ | --- |
| 1997 | Zurüstungen für die Unsterblichkeit                            | Raumverdränger                             | Deutsches Theater Berlin |
| 1998 | Penthesilea                                                    | Diomedes                                   | Deutsches Theater Berlin |
| 1998 | Die Jungfrau von Orléans                                       | Du Chatel                                  | Deutsches Theater Berlin |
| 1999 | Edward II.                                                     | diverse Rollen                             | Schaubühne am Lehniner Platz, Berlin |
| 2000 | Das Kontingent                                                 | Bill                                       | Schaubühne am Lehniner Platz, Berlin |
| 2000 | Vor langer Zeit im Mai                                         | diverse Rollen                             | Schaubühne am Lehniner Platz, Berlin |
| 2000 | Eine Unbekannte aus der Seine                                  | Albert                                     | Schaubühne am Lehniner Platz, Berlin |
| 2000 | Herr Kolpert                                                   | Bastian Mole                               | Schaubühne am Lehniner Platz, Berlin |
| 2001 | Dantons Tod                                                    | Philippeau                                 | Schaubühne am Lehniner Platz, Berlin |
| 2001 | Evil Dead II                                                   | Junger Teenager                            | Schaubühne am Lehniner Platz, Berlin |
| 2001 | Push up 1–3                                                    | Frank                                      | Schaubühne am Lehniner Platz, Berlin |
| 2002 | Goldene Zeiten                                                 | Bill                                       | Schaubühne am Lehniner Platz, Berlin |
| 2002 | Macbeth                                                        | Malcolm                                    | Schaubühne am Lehniner Platz, Berlin |
| 2002 | Nora                                                           | Doktor Rank                                | Schaubühne am Lehniner Platz, Berlin |
| 2003 | Woyzeck                                                        | Unteroffizier                              | Schaubühne am Lehniner Platz, Berlin |
| 2003 | Phaidras Liebe                                                 | Hippolytos                                 | Schaubühne am Lehniner Platz, Berlin |
| 2003 | Nora                                                           | Doktor Rank                                | Internationale Maifestspiele Wiesbaden |
| 2003 | Suburban Motel                                                 | Max                                        | Schaubühne am Lehniner Platz, Berlin |
| 2003 | Der Würgeengel                                                 | Clemens Hacke                              | Schaubühne am Lehniner Platz, Berlin |
| 2003 | Lulu                                                           | Alwa Schöning                              | Schaubühne am Lehniner Platz, Berlin |
| 2004 | Gesäubert                                                      | Graham                                     | Schaubühne am Lehniner Platz, Berlin |
| 2004 | Nora                                                           | Doktor Rank                                | Schauspielhaus Zürich Det Kongelige Teater, Kopenhagen, Dänemark |
| 2004 | Die Herzogin von Malfi                                         | Ferdinand                                  | Schaubühne am Lehniner Platz, Berlin |
| 2005 | Troilus und Cressida                                           | Troilus                                    | Schaubühne am Lehniner Platz, Berlin |
| 2005 | Die Dummheit                                                   | diverse Rollen                             | Schaubühne am Lehniner Platz, Berlin |
| 2005 | Hedda Gabler                                                   | Jörgen Tesmann                             | Schaubühne am Lehniner Platz, Berlin |
| 2005 | Verstörung                                                     |                                            | Schaubühne am Lehniner Platz, Berlin |
| 2006 | Gesäubert                                                      | Graham                                     | Schaubühne am Lehniner Platz, Berlin |
| 2006 | Hedda Gabler                                                   | Jörgen Tesmann                             | Internationale Maifestspiele Wiesbaden Det Kongelige Teater, Kopenhagen, Dänemark |
| 2006 | Ein Sommernachtstraum                                          | Elfe / Animateur / Stripper / Conférencier | Schaubühne am Lehniner Platz, Berlin |
| 2006 | Nora                                                           | Doktor Rank                                | Chiang-Kai-Shek-Kulturzentrum von Taipeh |
| 2007 | Der Häßliche                                                   | Lette                                      | Schaubühne am Lehniner Platz, Berlin |
| 2008 | Hamlet                                                         | Hamlet                                     | Hellenic Festival Athen Theaterfestival von Avignon Berliner Schaubühne |
| 2009 | Was kann eine gute stehende Schaubühne eigentlich bewirken?    |                                            | Schaubühne am Lehniner Platz, Berlin |
| 2009 | Endstation Sehnsucht                                           | Stanley Kowalski                           | Schaubühne am Lehniner Platz, Berlin |
| 2010 | Dämonen                                                        | Frank                                      | Schaubühne am Lehniner Platz, Teatro Valle Inclán, Madrid, Spanien |
| 2010 | Hamlet                                                         | Hamlet                                     | Schaubühne am Lehniner Platz, Kronborg, Helsingør, Dänemark Territory – Theatre of Nations, Moskau Namsan Arts Center, Seoul, Korea La Comédie de Reims, Reims, Frankreich                                                              |
| 2010 | Der Menschenfeind                                              | Alceste                                    | Schaubühne am Lehniner Platz, Berlin |
| 2011 | Dämonen                                                        | Frank                                      | Schaubühne am Lehniner Platz, Célestins – Théâtre de Lyon, Lyon, Frankreich |
| 2011 | Maß für Maß                                                    | Angelo                                     | Salzburger Festspiele Schaubühne am Lehniner Platz |
| 2011 | Hamlet                                                         | Hamlet                                     | Schaubühne am Lehniner Platz, Théâtre National de Bretagne, Rennes, Frankreich Israel Festival, Jerusalem, Israel Buenos Aires, Argentinien Santiago de Chile, Chile Biennale di Venezia, Venedig, Italien Barbican Theatre, London, UK |
| 2011 | Soll mir lieber Goya den Schlaf rauben als irgendein Arschloch |                                            | Schaubühne am Lehniner Platz, Berlin |
| 2011 | Hedda Gabler                                                   | Jörgen Tesmann                             | Schaubühne am Lehniner Platz, Stage Theatre, Melbourne, Australien Brest, Frankreich Rouen, Frankreich |
| 2012 | Dämonen                                                        | Frank                                      | Schaubühne am Lehniner Platz, Kléber-Méléau, Lausanne, Schweiz Bergmanfestivalen, Dramaten, Stockholm, Schweden |
| 2012 | Hamlet                                                         | Hamlet                                     | Schaubühne am Lehniner Platz, Scène National, Clermont-Ferrand, Frankreich International Theatre Festival, Istanbul, Türkei |
| 2012 | Der Menschenfeind                                              | Alceste                                    | Schaubühne am Lehniner Platz, Odéon – Théâtre de l’Europe, Paris |
| 2012 | Maß für Maß                                                    | Angelo                                     | Schaubühne am Lehniner Platz, Odéon – Théâtre de l’Europe, Paris |
| 2012 | Soll mir lieber Goya den Schlaf rauben als irgendein Arschloch |                                            | Schaubühne am Lehniner Platz, Berlin |
| 2012 | Hedda Gabler                                                   | Jörgen Tesmann                             | Schaubühne am Lehniner Platz, Berlin |
| 2013 | Tartuffe                                                       | Tartuffe                                   | Schaubühne am Lehniner Platz, Berlin |
| 2015 | Richard III.                                                   | Richard III.                               | Schaubühne am Lehniner Platz, Berlin |
| 2020 | Peer Gynt                                                      | Peer Gynt                                  | Schaubühne am Lehniner Platz, Berlin |
| 2021 | Jedermann                                                      | Jedermann                                  | Salzburger Festspiele |
| 2022 | Jedermann                                                      | Jedermann                                  | Salzburger Festspiele |

### Als Regisseur
- Die Räuber von Friedrich Schiller; Premiere im Jahr 2008 an der Schaubühne am Lehniner Platz, Berlin
- Romeo und Julia von William Shakespeare; Premiere am 17. April 2013 an der Schaubühne am Lehniner Platz, Berlin[51]

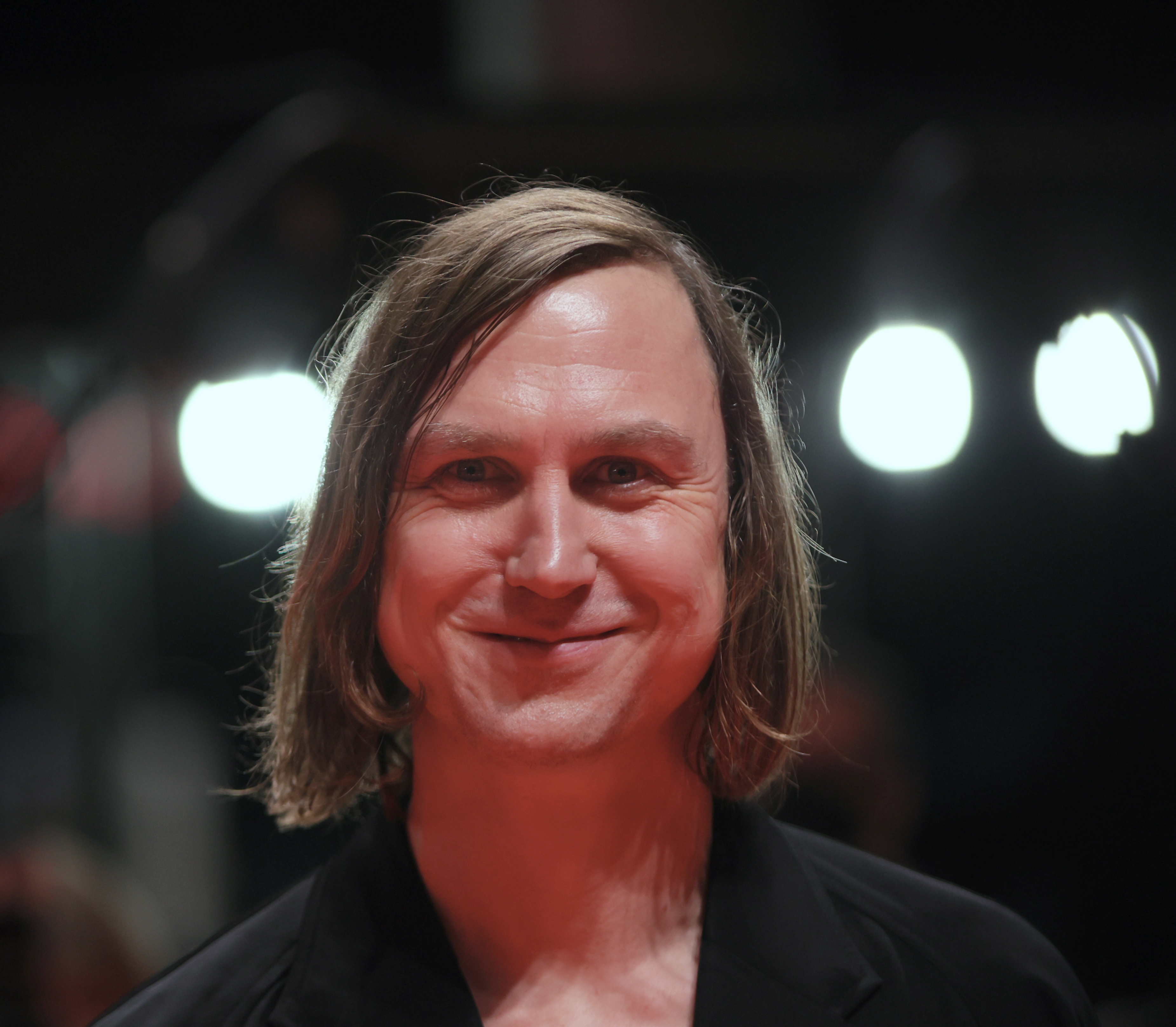
Lars Eidinger bei der Berlinale 2022

## Filmografie

### Kinofilme
- 2005: See You at Regis Debray
- 2007: After Effect
- 2009: Alle anderen
- 2011: Code Blue
- 2011: Tabu – Es ist die Seele ein Fremdes auf Erden
- 2011: Hell
- 2011: Fenster zum Sommer
- 2012: Was bleibt
- 2012: Goltzius and the Pelican Company
- 2014: Die Wolken von Sils Maria (Sils Maria)
- 2015: Dora oder die sexuellen Neurosen unserer Eltern
- 2015: Sworn Virgin
- 2015: Elixir
- 2015: Familienfest
- 2016: Personal Shopper
- 2016: L’origine de la violence
- 2016: Die Blumen von gestern
- 2017: Maryline
- 2017: Mathilde – Liebe ändert alles (Матильда)
- 2017: Hells Bells
- 2018: Mackie Messer – Brechts Dreigroschenfilm
- 2018: Wintermärchen
- 2018: Werk ohne Autor
- 2018: High Life
- 2018: Abgeschnitten
- 2018: 25 km/h
- 2018: Unheil
- 2019: All My Loving
- 2019: Dumbo
- 2019: Proxima – Die Astronautin (Proxima)
- 2020: Persischstunden
- 2020: Schwesterlein
- 2021: Nahschuss
- 2022: Die Zeit, die wir teilen (À propos de Joan)
- 2022: Weißes Rauschen (White Noise)
- 2022: Lars Eidinger – Sein oder Nichtsein
- 2024: Sterben
- 2025: Das Licht
- 2025: Leibniz (Leibniz – Chronik eines verschollenen Bildes)
- 2025: Sie glauben an Engel, Herr Drowak?

### Fernsehfilme
- 2003: Nora (Theater-Aufzeichnung)
- 2004: Woyzeck (Theater-Aufzeichnung)
- 2005: Ketchup Connection
- 2006: Hedda Gabler (Theater-Aufzeichnung)
- 2008: Minibar
- 2008: Avignon 2008 – Hamlet (Theater-Aufzeichnung)
- 2009: Mörder auf Amrum
- 2010: Verhältnisse
- 2013: Grenzgang
- 2013: Du bist dran
- 2013: Der Wagner-Clan. Eine Familiengeschichte
- 2014: Der Prediger
- 2015: Richard III. (Theater-Aufzeichnung)
- 2016: Terror – Ihr Urteil
- 2020: Gott – Von Ferdinand von Schirach

### Fernsehserien und -reihen
- 2002: Schloss Einstein (zwei Folgen)
- 2003: Berlin, Berlin (Folge 2×18 20 Minuten)
- 2007: Der Dicke (Folge Angstpartie)
- 2007: Notruf Hafenkante (Folge Auf Leben und Tod)
- 2008: Großstadtrevier (Folge Von Träumen und Schiffen)
- 2009: Polizeiruf 110: Die armen Kinder von Schwerin
- 2010: Polizeiruf 110: Zapfenstreich
- 2010: Tatort: Hauch des Todes
- 2012: Tatort: Borowski und der stille Gast
- 2013: Polizeiruf 110: Der Tod macht Engel aus uns allen
- 2013: Foyle’s War (Folge Sunflower)
- 2015: Tatort: Borowski und die Rückkehr des stillen Gastes
- seit 2017: Babylon Berlin
- 2017: SS-GB (5 Folgen)
- 2017: Sense8 (4 Folgen)
- 2017: Schulz & Böhmermann (Talkshow: Rolle des Finn Meinholds)
- 2017: SCHULD nach Ferdinand von Schirach (Folge Familie)
- 2019: M – Eine Stadt sucht einen Mörder (6 Folgen)
- 2021: Ich und die Anderen (6 Folgen)
- 2021: Tatort: Borowski und der gute Mensch
- 2021: Tatort: Murot und das Prinzip Hoffnung
- 2021: Faking Hitler (6 Folgen)
- 2022: Irma Vep
- 2023: Alles Licht, das wir nicht sehen (All the Light We Cannot See)
- 2024: Zeit Verbrechen (Miniserie, Folge Der Panther)
- 2024: Kafka (Fernsehserie)

### Musikvideos
- 2014: Morgen von Herbert Grönemeyer[52]
- 2017: Diamant von Love Hotel Band[53]
- 2018: Eine Geschichte / Und Du? von Drangsal[54]
- 2019: Richtig gutes Zeug von Deichkind[55]
- 2019: Wer Sagt Denn Das? von Deichkind[56]
- 2019: Keine Party von Deichkind[57]
- 2019: Dinge von Deichkind[58]

## Hörspiele und Hörbücher
- 2012: Holger Teschke: Eulenspiegel, der Seeräuber – Regie: Wolfgang Rindfleisch (Kinderhörspiel – DKultur)
- 2013: E. M. Cioran: Vom Nachteil, geboren zu sein – Regie: Kai Grehn (Hörspiel – SWR)
- 2015: David Foster Wallace: Der Planet Trillaphon im Verhältnis zur Üblen Sache (Hörbuch)
- 2018: Chris Kraus: Sommerfrauen, Winterfrauen (Hörbuch)
- 2019: Ferdinand von Schirach: Kaffee und Zigaretten (Hörbuch)
- 2019: Jörg Fauser: Rohstoff (Hörbuch)

## Fotobücher
- Autistic Disco. Fotoband mit Text von  Simon Strauß. Hatje Cantz, Ostfildern 2020, ISBN 978-3-7757-4781-3.
- O Mensch. Fotoband mit begleitenden Haikus von Yoko Tawada, hrsg. von Karsten Heller. Hatje Cantz, Ostfildern 2023, ISBN 978-3-7757-5311-1. Dazu Edition 50 + 2 AP eines sign. und num. C-Prints.

## Ausstellungen
| Jahr    | Titel                  | Ort                                               |
| ------- | ---------------------- | ------------------------------------------------- |
| 2022    | Good Gosh              | ALBA Salzburg, Salzburg                           |
| 2022    | Happy Garten           | Ruttkowski;68, Paris                              |
| 2022    | ƎVI⅃                   | ALBA Gallery, Wien                                |
| 2024/25 | Lars Eidinger O Mensch | K21 Kunstsammlung Nordrhein-Westfalen, Düsseldorf |

| Jahr | Titel                                                                                            | Ort                                          |
| ---- | ------------------------------------------------------------------------------------------------ | -------------------------------------------- |
| 2018 | Lichtstraße                                                                                      | Ruttkowski;68, Köln                          |
| 2018 | Rue Charlot                                                                                      | Ruttkowski;68, Paris                         |
| 2019 | Mixed Pickles 5                                                                                  | Ruttkowski;68, Funkhaus Berlin, Berlin       |
| 2019 | Mixed Pickles 6                                                                                  | Ruttkowski;68, Köln                          |
| 2020 | Mixed Pickles 8                                                                                  | Ruttkowski;68, Wilhelm Hallen Berlin, Berlin |
| 2020 | Two in One. Erwin Wurm & Lars Eidinger                                                           | Ruttkowski;68, Köln                          |
| 2021 | Klasse Gesellschaft. Alltag im Blick niederländischer Meister. Mit Lars Eidinger und Stefan Marx | Hamburger Kunsthalle, Hamburg                |
| 2022 | Take My Hand and I’ll Show You What Was and Will Be                                              | ALBA Gallery, Wien                           |
| 2022 | Everyday                                                                                         | Internationale Kunstbiennale, Innsbruck      |

## Auszeichnungen
- 2009: Bester Hauptdarsteller beim Varna Love Is Folly Film Festival für Alle Anderen
- 2010: Nominierung für den Deutschen Fernsehpreis in der Kategorie Bester Darsteller für Verhältnisse
- 2013: Nominierung für den Deutschen Schauspielerpreis in der Kategorie Beste Nebenrolle männlich für Tatort – Borowski und der stille Gast
- 2013: Nominierung für den Österreichischen Filmpreis in der Kategorie Bester männlicher Darsteller für Tabu – Es ist die Seele ein Fremdes auf Erden
- 2013: Preis der deutschen Filmkritik in der Kategorie Bester Darsteller für Was bleibt[67] und für Tabu – Es ist die Seele ein Fremdes auf Erden
- 2013: Nominierung für den Deutschen Fernsehpreis in der Kategorie Bester Darsteller für Polizeiruf 110 – Der Tod macht Engel aus uns allen
- 2014: Grimme-Preis für Grenzgang
- 2016: Deutscher Hörbuchpreis als Bester Interpret für Der Planet Trillaphon im Verhältnis zur üblen Sache
- 2018: Österreichischer Filmpreis in der Kategorie Bester männlicher Darsteller für Die Blumen von gestern[68]
- 2018: Nominierung für den Deutschen Filmpreis in der Kategorie Bester Darsteller für Die Blumen von gestern
- 2018: Film Festival Cologne – International Actors Award[69]
- 2019: Ernst-Lubitsch-Preis zusammen mit Bjarne Mädel für ihre Rollen in 25 km/h[70]
- 2019: Bayerischer Filmpreis (zusammen mit Bjarne Mädel) für 25 km/h
- 2020: Nominierung für den Deutschen Schauspielerpreis in der Kategorie Beste Nebenrolle männlich für Babylon Berlin (3. Staffel)
- 2021: Nominierung für den Romy (Auszeichnung) in der Kategorie Beliebtester Schauspieler Film
- 2021: Golden Linden Award in der Kategorie Bester Schauspieler für Schwesterlein
- 2023: Gilde Filmpreis für Lars Eidinger – Sein oder Nichtsein
- 2024: Nominierung für den Deutschen Filmpreis in der Kategorie Beste männliche Hauptrolle für Sterben
- 2024: Emder Schauspielpreis[71]
- 2024: Bambi in der Kategorie Schauspieler national[72]

## Gespräche
- Am Ende guckt der Spiegel in den Spiegel. Gespräch mit Tom Westerholt für Deutschlandfunk Nova anlässlich des Dokumentarfilms von Reiner Holzemer, o. D. (2023), (2:00)/7:00–33:21.
- Schauspieler sind eben nicht selbstverliebt. Gespräch mit Anna Seibt für Deutschlandfunk Zwischentöne vom 3. Dezember  2023, 72 Minuten  (insbes. über sein Verhältnis zu Publikum, Öffentlichkeit und soziale Medien).
- Hamlet ist meine Lebensrolle. Gespräch mit Britta Bürger für Deutschlandradio Kultur Im Gespräch vom 26. Dezember 2023 (anlässlich des Fotobandes O Mensch), 104 Minuten.

## Filmportraits
- 2023: Lars Eidinger – Sein oder nicht sein. Kinodokumentarfilm von Reiner Holzemer, 92 Minuten. Ausgezeichnet mit dem Gilde Filmpreis.[73]